# 삼영걸
삼영걸(三英傑)이란 오와리국과 미카와국, 즉 오늘날의 아이치현 출신으로 나고야에 연고가 있고 센고쿠 시대에 활약한 3명의 전국 다이묘를 아이치 현과 나고야 시에서 표창하는 호칭이다. 나고야 마츠리에서는 매년 이 3인을 따서 향토영걸행진이 이루어지고 있다.

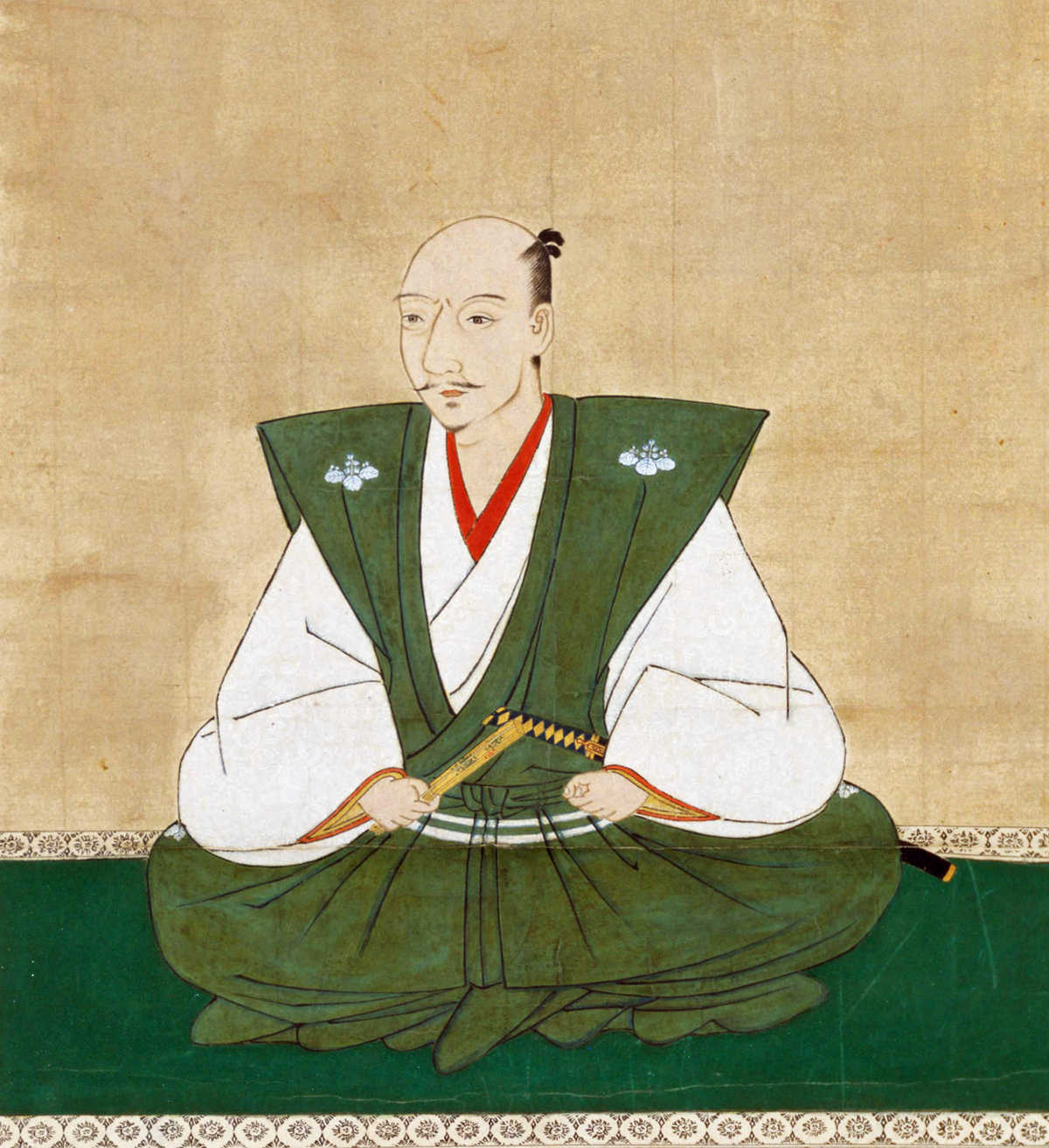
오다 노부나가 （1534년 - 1582년）
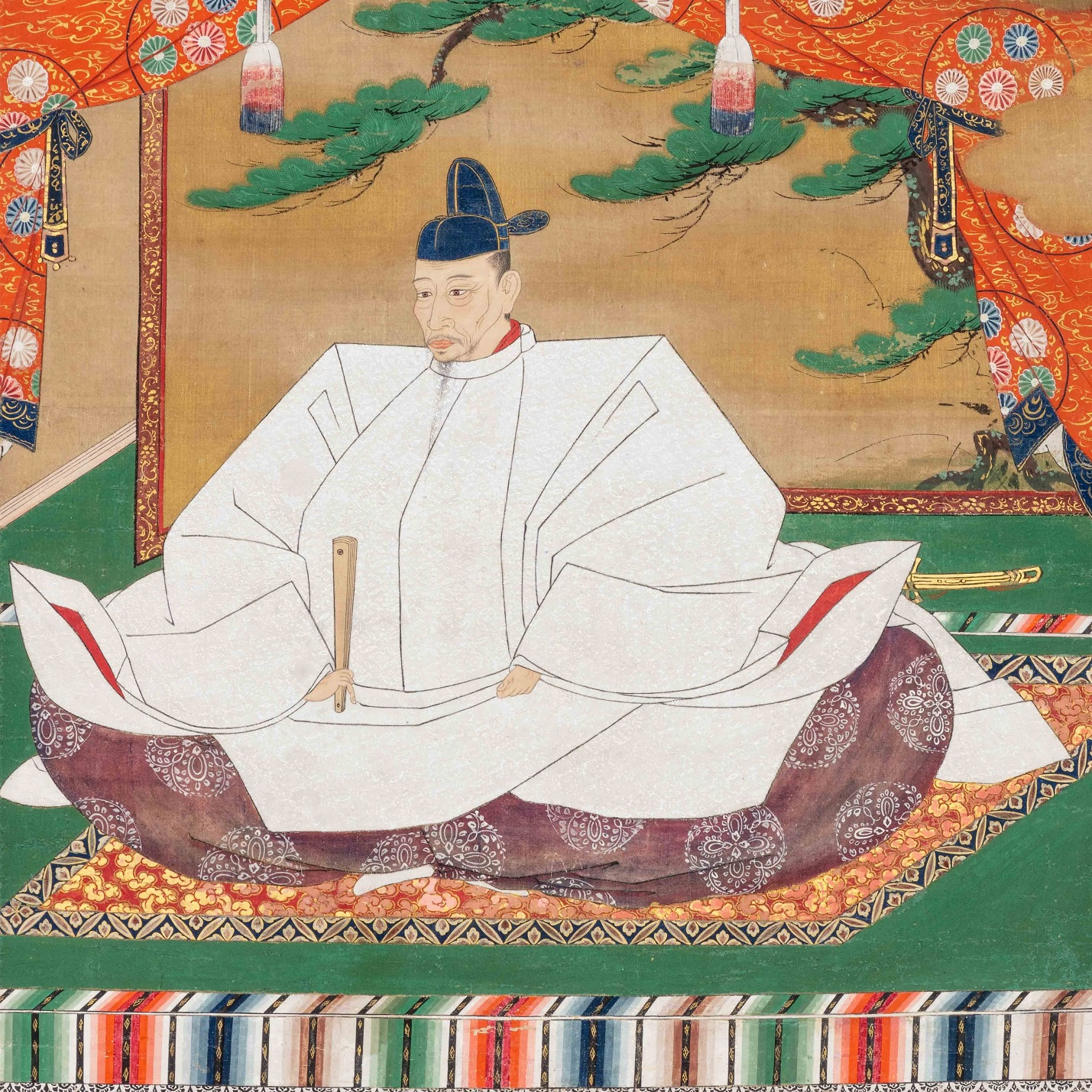
도요토미 히데요시 （1537년 - 1598년）
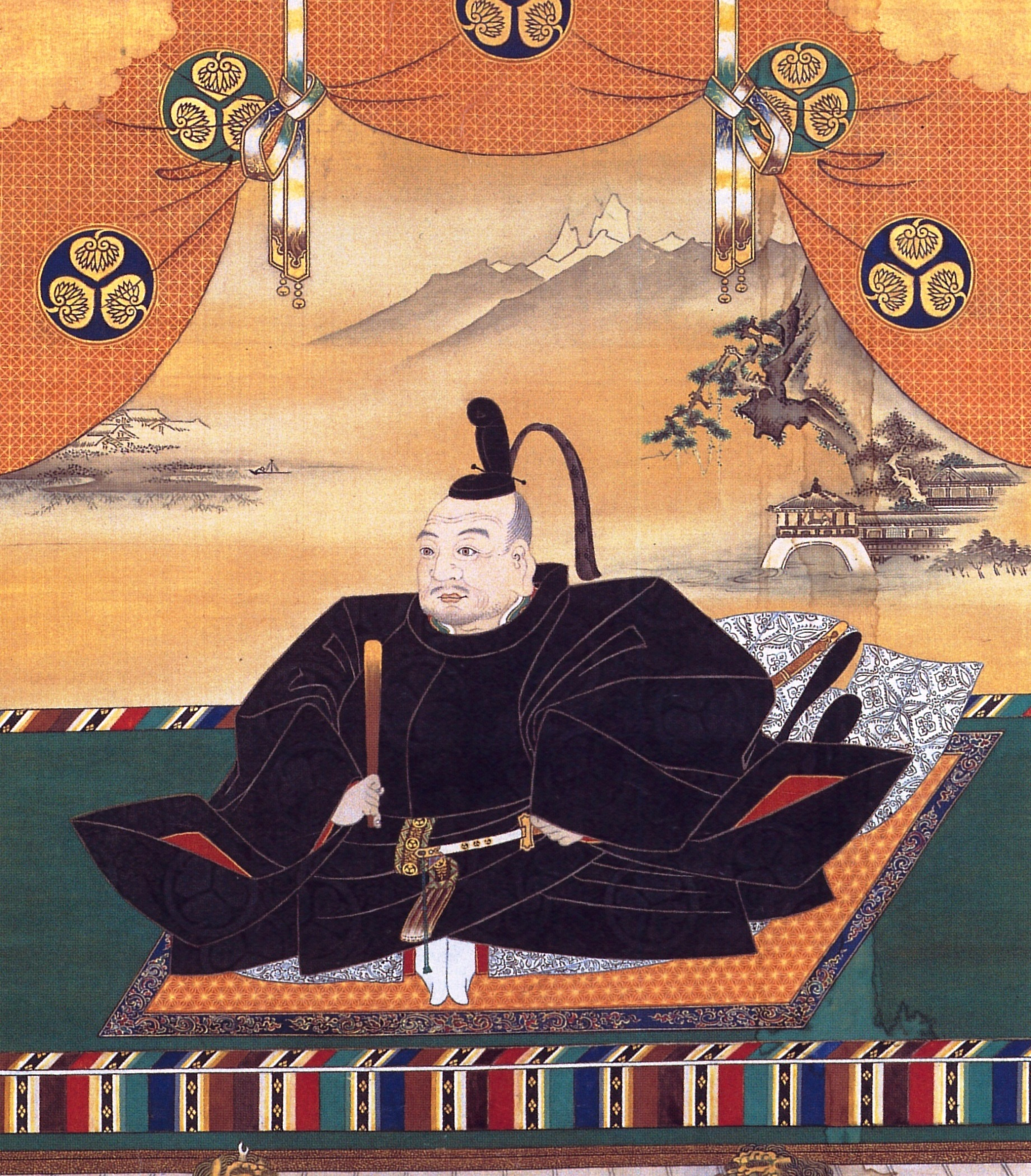
도쿠가와 이에야스 （1542년 - 1616년）